# Tripalium

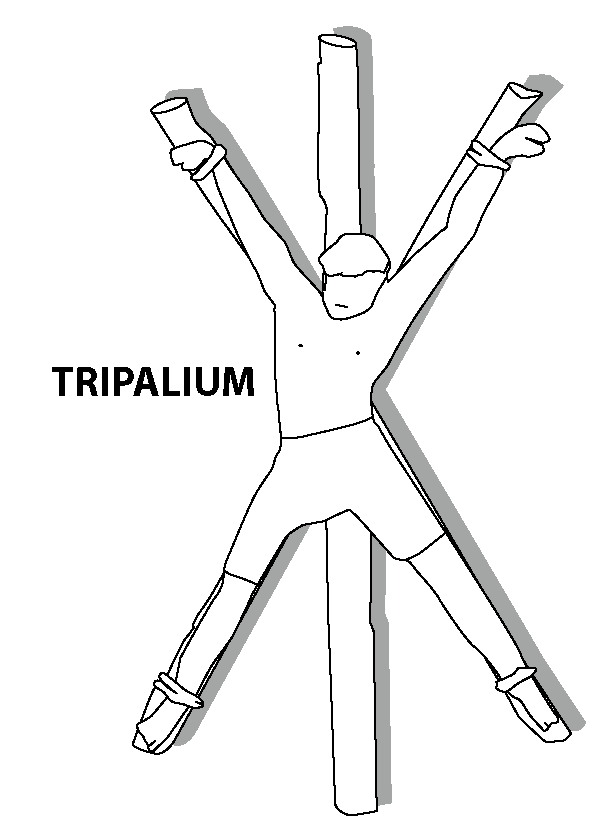
Possible aparença d'un tripalium

El tripalium és un instrument de tortura de l'antiga Roma. Es compon de tri ('tres') i palium (< palus 'pal'), literalment, 'tres pals'. Precisament, l'instrument eren tres pals creuats clavats a terra, en el qual posaven esclaus rebels per tal de castigar-los. D'aquesta paraula en va derivar el verb tripaliare (o trepaliare), que significava inicialment torturar algú amb el tripalium.
D'aquesta paraula va sorgir el verb treballar, malgrat que en el sentit inicial la paraula treballador es referia més aviat a un botxí (aquell que executa les penes de mort) i no pas a una víctima, com avui en dia. La paraula és d'origen llatí i, per tant, té variants en diferents llengües llatines amb el mateix significat que el català: trabalho (o traballo) en portuguès-gallec; travail, en francès; trabajo en castellà... O amb significats un poc diferents en altres llengües, com ara travagilare ('turmentar') en italià o travel ('viatge') en anglès.